# Rạp Platinum Cineplex The Garden
Rạp BHD Cineplex The Garden (tên gọi cũ: Platinum Cineplex The Garden) là một rạp chiếu bóng nằm trên tầng 4 của khu chung cư cao cấp cùng tên, rạp phim The Garden có chất lượng âm thanh và hình ảnh, cơ sở hạ tầng tốt trong nước.
Được xây dựng với trang thiết bị hiện đại nhất đạt tiêu chuẩn quốc tế, đây là một trong những phòng chiếu phim hiện đại, chất lượng nhất Việt Nam. Bên cạnh đó, BHD Cineplex có không gian được thiết kế độc đáo, bắt mắt theo phong cách châu Âu với những mảng tường mang màu sắc tinh tế, sang trọng.
Poster và trailer bộ phim bạn yêu thích được trình chiếu ở khắp nơi: từ sảnh đến hành lang, hay dọc lối đi và sảnh chờ.